# حوزه انتخابیه پنجم جورجیا
حوزه انتخابیه پنجم جورجیا یک حوزه انتخابیه مجلس نمایندگان آمریکا است که در ایالت جورجیا قرار دارد.